# Georgette Clerc
Georgette Clerc (Sallagosa, Alta Cerdanya, 17 d'agost del 1912 - Perpinyà, 12 d'abril del 1986) fou una militant comunista i resistent nord-catalana.
Era filla d'Antoni Clerc, secretari de la justícia de pau de Sallagosa i Jeanne Fortuné, originària de Cervera de la Marenda. Era també cosina de l'escriptor Antoni Cayrol (Jordi-Pere Cerdà).
El 1936 es va unir al Partit Comunista Francès, i en esclatar la guerra civil espanyola es va instal·lar a Barcelona, on va col·laborar amb les Brigades Internacionals fins a 1938, i després fou secretària del Comitè Central del Partit Comunista d'Espanya a Barcelona fins a 1939.
Tornada a França, es va traslladar a Yonne a petició del partit. Després de la derrota francesa davant el Tercer Reich, va tornar a Sallagosa i va viure amb el seu marit, René Landais, a Catllà (on va néixer el febrer de 1947 el seu fill Pierre Antoine). Es va traslladar, a petició del lideratge clandestí del partit, a Orleans (Loiret) el 1943. Després va allotjar a casa seva una impremta clandestina, on publicava fullets i diaris clandestins. També va ser agent d'enllaç entre Orleans i París i va amagar militants fugitius. Després de l'Alliberament, fou condecorada amb la Medalla de la Resistència.
Durant la dècada de 1950 va treballar a Le Travailleur Catalan, on també publicà alguns articles. Decebuda amb el "socialisme real", va abandonar el PCF després de la invasió de Txecoslovàquia pel Pacte de Varsòvia el 1968, i el 1977 es va divorciar del seu marit. Els darrers anys va caure en una depressió, i finalment es va suïcidar.